# 바시 학살

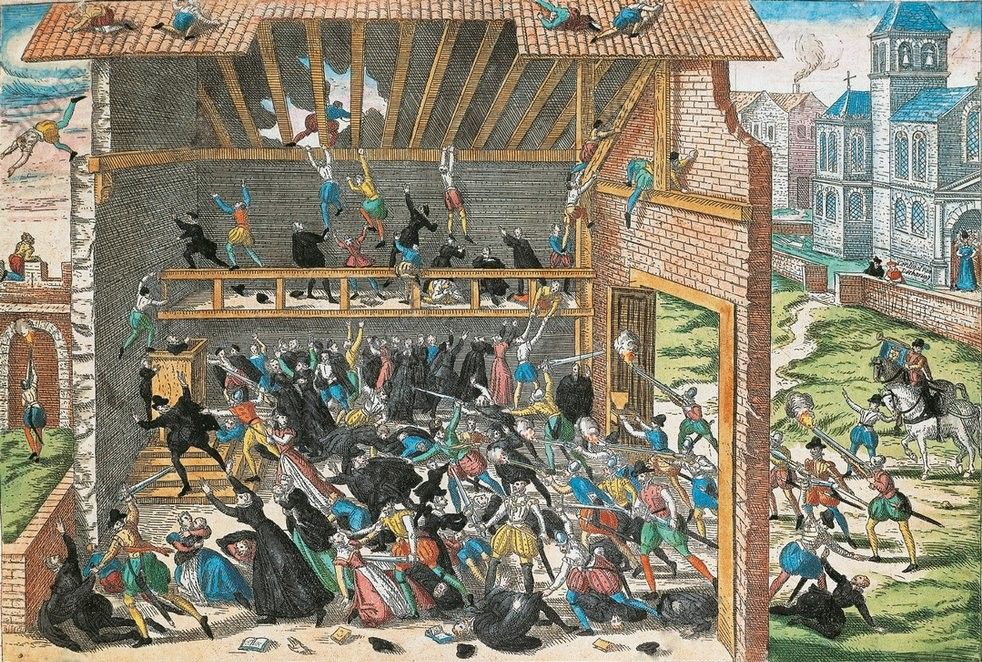
1562년 바시의 학살 by Hogenberg end of 16th century.

바시 학살(Massacre of Vassy)은 1562년 3월 1일 프랑스 파리에서 얼마 떨어지지 않은 바시 (Vassy)에서 로마 가톨릭 교회측의 수령인 기즈공(公)의 군대가 창고에 모여서 예배중인 개신교인들을 습격하여 학살한 사건이다. 이 사건으로 74명이 죽고 100여명이 부상당했다.
이 사건이 계기가 되어 프랑스의 종교전쟁인 위그노 전쟁이 시작되었다.

## 같이 보기
- 성 바르톨로메오 축일의 학살